# NK Polet Cestica
Nogometni klub Polet je hrvatski nogometni klub iz Cestice, Varaždinska županija.
Klupske boje su crvena i bijela.
U sezoni 2023./24. se natječe u Elitnoj ŽNL Varaždin.